# Verkaufsautomat

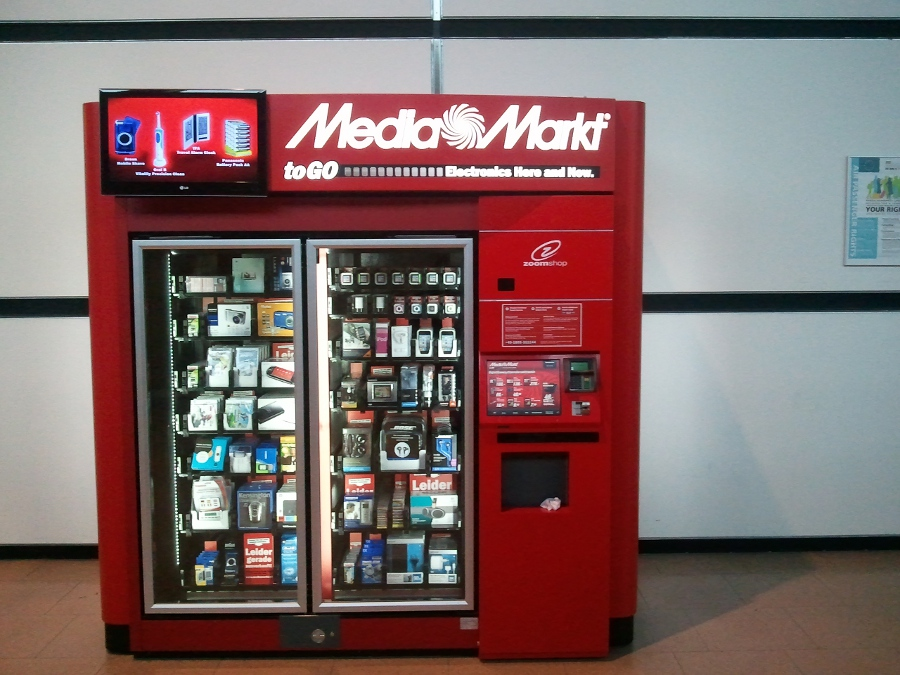
Verkaufsautomat für Kameras, Spielkonsolen, Wecker usw. im Flughafen Hamburg, 2011

Ein Verkaufsautomat (englisch vending machine) ist ein Automat, der Waren in Selbstbedienung gegen Zahlung des Kaufpreises ausgibt oder den Zugang zu gesperrten Räumen oder Dienstleistungen ermöglicht.

## Allgemeines
Durch die zunehmende Automation wurde es möglich, einfache Warengeschäfte ohne Anwesenheit von Verkäufern durch Maschinen ausführen zu lassen. Die Einfachheit bezieht sich auf fungible Massenwaren, die ohne Beratungsaufwand verkauft werden können. Dieser Automatenverkauf ist ein Vertriebsweg des Einzelhandels mit einem vollautomatischen Verkaufsvorgang. Warenpräsentation und Warenübergabe erfolgen hierbei nicht durch Personal, sondern über Verkaufsautomaten. Versandhandel und E-Commerce bedienen sich dagegen Absatzhelfern wie dem Paketdienst. Beliebte Standorte für Verkaufsautomaten sind insbesondere an oder in Bahnhöfen, Flughäfen, Geschäften oder Häfen.

## Handel

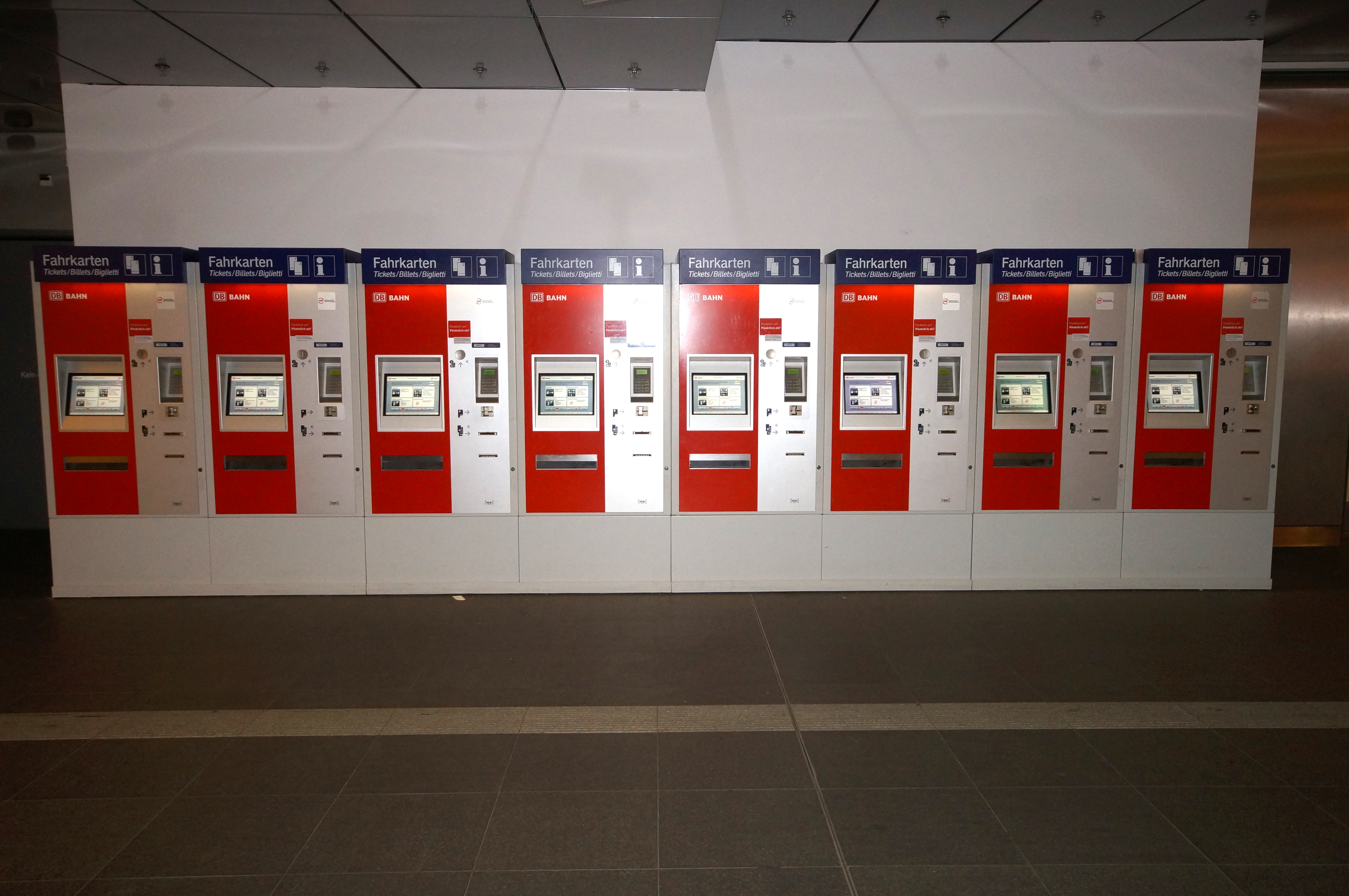
Fahrkartenautomaten im Berliner Hauptbahnhof

Im Handel und in der Wirtschaft sind Verkaufsautomaten Maschinen, die ihre Leistung von der vorherigen Entrichtung eines Entgelts in Form von Bargeld oder Kartenzahlung abhängig machen. Unterschieden wird zwischen Warenautomaten und Leistungsautomaten:
- Warenautomaten sind Geräte, die Eintrittskarten, Fahrkarten (Fahrkartenautomaten), Geld (Geldautomaten)[4], Geld wechseln (Geldwechselautomaten)[5], Getränke (Getränkeautomaten), Kaugummi (Kaugummiautomaten), Kondome (Kondomautomaten), Parkscheine (Parkscheinautomaten), Spiele ermöglichen (Geldspielautomaten)[6], Waren (Warenautomaten), Wertzeichen[7] oder Zigaretten (Zigarettenautomaten) ausgeben.
- Zu den Leistungsautomaten gehören insbesondere Briefmarkenautomaten[8], Musikboxen, Münzfernsprecher, Personenwaagen, Spielautomaten, Stromzähler oder Waschautomaten.

Der Unterschied zwischen beiden liegt darin, dass von Leistungsautomaten Dienstleistungen erbracht werden, bei Warenautomaten werden Waren oder Geld ausgegeben. Die Barauszahlung hängt beim Geldautomaten nicht von der Zahlung des Entgelts ab, sondern wird durch die Eingabe der echten Zahlungskarte und des dazugehörigen PIN-Codes ausgelöst. Keine Leistung wird von der Parkuhr gewährt, sie hebt nur temporär ein Parkverbot auf.

## Einsatzmöglichkeiten
Verkaufsautomaten werden überwiegend im Vertrieb von Gegenständen mit geringem Stückpreis eingesetzt. In vielen Ländern sind Automaten zum Bezahlen an Tankstellen im Einsatz. Ein Automat erspart Personal und arbeitet rund um die Uhr. Das Ladenschlussgesetz in Deutschland greift nicht. Ein Automat ermöglicht den Verkauf an jedermann, erzielte Automatenumsätze werden dem Einzelhandel zugerechnet. Sein Nachteil besteht darin, dass Kunden bei Problemen keinen direkten Ansprechpartner haben, und Automaten können für bestimmte Gruppen von Nutzern schwer zu bedienen sein. Aus Sicht der Handelspsychologie wird der Automatenbetreiber einige Nachteile des Verkaufsautomaten ausgleichen: keine Rabatt- oder Kreditgewährung, keine Reklamationen, kein individueller Service. Der Automat kann von sich aus keinen Verkauf anbahnen, ein günstiger Aufstellort mit hoher Passantenfrequenz und für Spontankauf geeignete Waren sind zu wählen. Die Werbung ist auf den Automaten bezogen: beispielsweise durch auffällige farbliche Gestaltung, Leuchtschrift oder Blinkzeichen, mitunter durch dezente akustische Signale. Der Vertrieb mittels Automatenvertrieb kennt zahlreiche betriebswirtschaftliche Besonderheiten (Standort-, Preis-, Kredit-, Service-, Organisations- und Informationspolitik, erschwerte demographische oder psychologische Marktsegmentierung). Spezifische Probleme der Beschickungsoptimierung und der Rentabilitätsrechnung sind außerdem zu lösen. Betriebswirtschaftliche Grenzen des Automatenvertriebs sind fehlende Energiezufuhr und Überwachungsmöglichkeit.

## Geschichte

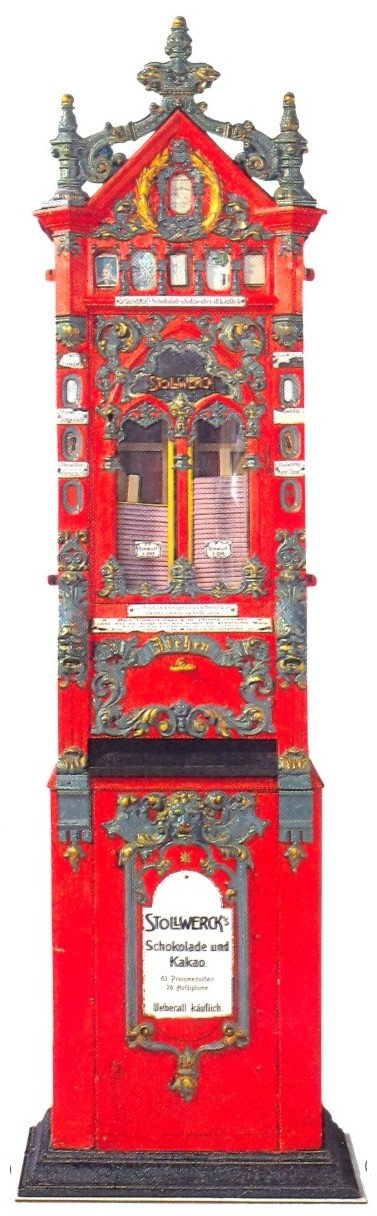
Erster Stollwerck-Münzautomat „Rhenania“ von 1887

Den ersten überlieferten Verkaufsautomaten konstruierte der Grieche Heron von Alexandria im 1. Jahrhundert auf Grund des von ihm gefundenen Prinzips der kommunizierenden Gefäße (siehe Heronsbrunnen). Nach Münzeinwurf einer Tetradrachme gab er das gleiche Volumen an Weihwasser ab.

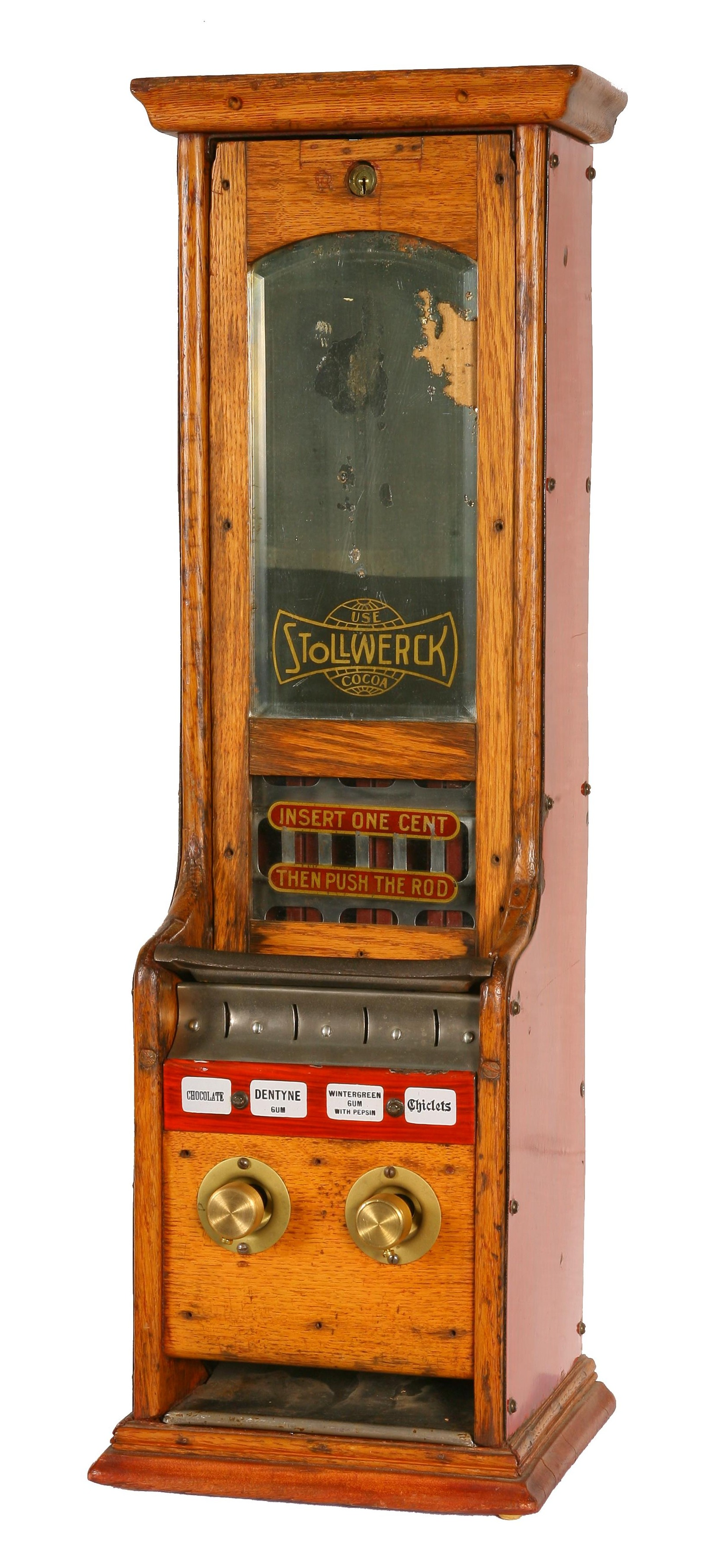
Stollwerck-Automat von Volkmann aus dem Jahr 1892

Die ersten Verkaufsautomaten mit dem Prinzip des Münzeinwurfs gab es in englischen Wirtshäusern bereits um 1615. Es handelte sich um die so genannten „Ehrlichkeitstabakbehälter“ (englisch honesty-tobacco-boxes) für Pfeifentabak. Für den ersten zufriedenstellend funktionierenden Verkaufsautomaten erhielt 1867 Carl Ade in Berlin ein Patent, doch ist nicht sicher, ob er jemals in Betrieb ging. Percival Everitt bekam im April 1883 in London ein Patent für Postkartenautomaten. Emil Wirba und Ferdinand Uecker erhielten am 2. Mai 1883 das Patent für einen „Automatischen Verkaufsbehälter für Cigarren“ (Deutsches Reichspatent 24721). Die locker in dem Gerät aufgestapelten Zigarren werden durch eine Schaufelwalze zur Ausgabe befördert, nachdem ein Sperrmechanismus durch die eingeworfene Münze entriegelt und die Walze durch Drücken des Knopfes auf dem Deckel des Gerätes bewegte. Mit den Warenautomaten der Gebr. Stollwerck begann die Ära der deutschen Münzautomaten. Von einer Studienreise nach Amerika inspiriert, setzte Ludwig Stollwerck 1887 die Idee um, Verkaufsautomaten mit Warenproben und Schokolade zu befüllen. Gemeinsam mit Max Sielaff und Theodor Bergmann entwickelte er die ersten Warenautomaten Modell „Rhenania“ und „Merkur“ mit gusseisernen Gehäusen von Bergmann und einem patentierten Münzprüfsystem von Max Sielaff. Nach kleineren Wandautomaten mit zwei Einwurfsöffnungen für den Verkauf von Schokolade und Bonbons, die bereits 1887 verbreitet waren, kamen in den folgenden Jahren auch große Standautomaten mit reich verzierten Gehäusen hinzu. 1893 waren bereits 15.000 Automaten in Deutschland aufgestellt, 1894 standen 4.000 Stück alleine in New York. Damit geht der Ursprung der Verkaufsautomaten in Deutschland auf Stollwerck zurück.
Der Gründer der „Adams Gum Company“, Thomas Adams, stellte ab 1888 in New York City die ersten Automaten für „Tutti-Frutti-Kaugummi“ auf. 1894 folgte die Deutsche Automaten-Gesellschaft Stollwerck & Co. (DAG) in Köln, die in großem Stil den Vertrieb aller im Handel befindlichen Münzautomaten organisierte sowie die Produktion, Aufstellung, Bestückung und Wartung der Automaten übernahm. Ludwig Stollwerck legte größten Wert auf formschönes Design: Der „Merkur-Automat“ galt sowohl in seiner äußeren architektonischen Form als auch in seiner inneren Ausstattung als ein wahres Prachtstück und fiel überall sofort ins Auge. Der große „Merkur-Automat“ von ca. 1890 bot bis zu 12 verschiedene Artikel zum Verkauf an. Unter den Bezeichnungen „Merkur“, „Rhenania“, „Hermes“, „Oktava“ und „Juno“ war um 1895 ein breites Angebot großer Standautomaten vorhanden, die sich, abgesehen von der unterschiedlichen Zahl der Einwurfsöffnungen, lediglich durch die leicht abgewandelten Giebelformen unterschieden. Die Trennung des Automatengeschäftes war nötig, um Verlust des Ansehens der Stollwerck-Produkte durch Rechtsstreitigkeiten im Zusammenhang mit den Verkaufsautomaten vorzubeugen. Die Kritik an Automaten wurde öffentlich mit Besorgnis um die Volksgesundheit begründet, die Kirche äußerte Bedenken wegen des sonntäglichen Verkaufs von Süßwaren und möglicher Verführung von Gläubigen während der Fastenzeit. Insbesondere Konkurrenten reklamierten gerichtlich Verstöße gegen örtliche Gewerbeordnungen, Verkaufsverbote an Sonn- und Feiertagen und sogar Anstiftung zu Kriminalität von Kindern, die versuchten, durch Einwerfen von Hosenknöpfen an Schokolade zu gelangen. Die Finanzverwaltungen stellten Forderungen nach einer speziellen Besteuerung von Automatenverkäufen.
Gemeinsam mit seinem Freund John Volkmann hatte Stollwerck bereits 1887 die Volkmann, Stollwerck & Co. in New York gegründet. Volkmann importierte Stollwerck-Halbfabrikate aus Deutschland und ließ diese in New York zu Automatenware verarbeiten, womit er seine Automaten bestückte. 1892 produzierte Volkmann den ersten Stollwerck-Automaten für die USA. Der Automat verkaufte die Produkte: Chocolate, Dentyne Gum, Wintergreen Gum with Pepsin und Chiclets zu jeweils einem Cent. Ab 1898 eröffnete Volkmann, Stollwerck & Co. Automatenrestaurants in San Francisco, New York, Philadelphia, St. Louis und anderen amerikanischen Städten. Bis zum Ersten Weltkrieg blieb Stollwerck Marktführer für Schokoladeautomaten in den USA.
Im Jahre 1902 eröffneten Joseph Horn und Frank Hardart in Philadelphia ein Selbstbedienungslokal, in dem die Speisen und Gerichte ausschließlich in Verkaufsautomaten angeboten wurden. Die Horn & Hardart Automats expandierte 1912 nach New York und war in den 1940er und 1950er Jahren mit über 180 Filialen die weltgrößte Restaurantkette, ihre letzte Niederlassung schloss 1991. Um 1920 wurden die ersten Getränkeautomaten gebaut, die Erfrischungsgetränke in Becher abfüllten. 1926 erfand der Amerikaner William Rowe den Zigarettenautomaten.
1930 baute die Mitropa Verkaufsautomaten für Schokolade in Wagen der Deutschen Reichsbahn ein, zunächst in Fahrzeugen, die auf den Verbindungen von Berlin nach Frankfurt am Main und München verkehrten.

## Rechtsfragen
Die Waren in einem Verkaufsautomaten gelten als verbindliches Angebot des Automatenaufstellers gemäß § 145 BGB. Wer auf die dafür vorgesehene Weise das richtige Geld in den Automaten einwirft oder Debit-, Guthaben- oder Kreditkarten benutzt und den vorgesehenen Mechanismus ordnungsgemäß betätigt, nimmt das Angebot durch konkludentes Handeln an (Annahme gemäß § 147 Abs. 1 BGB) und schließt damit einen Kaufvertrag mit dem Aufsteller, vorausgesetzt, der Automat funktioniert und der Vorrat reicht aus. Münzprüfer und Banknoten-Kontroll-Einrichtungen verhindern das Bezahlen mit Falschgeld. Wer das verlangte Geld eingeworfen hat und die Ware dennoch nicht erhält, setzt aufgrund des zustande gekommenen Kaufvertrags den Automatenaufsteller automatisch in Lieferverzug.

## Messen
Alle zwei Jahre präsentieren die Hersteller von Automaten, Automatenbechern, Füllprodukten, Zahlungssystemen und Dienstleister ihre Neuheiten auf der Branchenmesse Eu’Vend in Köln.

## Beispiele
Mittels Verkaufsautomaten werden unterschiedliche Waren angeboten, dadurch wird es für den Kunden möglich an bestimmten Orten unabhängig von Ladenöffnungszeiten den Artikel zu erhalten. Kundenwünsche werden täglich rund um die Uhr erfüllt, ohne eine ständige Verkaufskraft zu bezahlen. Es können termingebundene Artikel wie jede Art von Tickets, Kondome, Würmer oder auch Geld oder Wechselgeld bereitgestellt werden. Die Produktmöglichkeiten reichen von Zigaretten über Grablichter bis zu Calling Cards; vgl. auch Buchautomat/Kunstautomat/Sockenautomat...

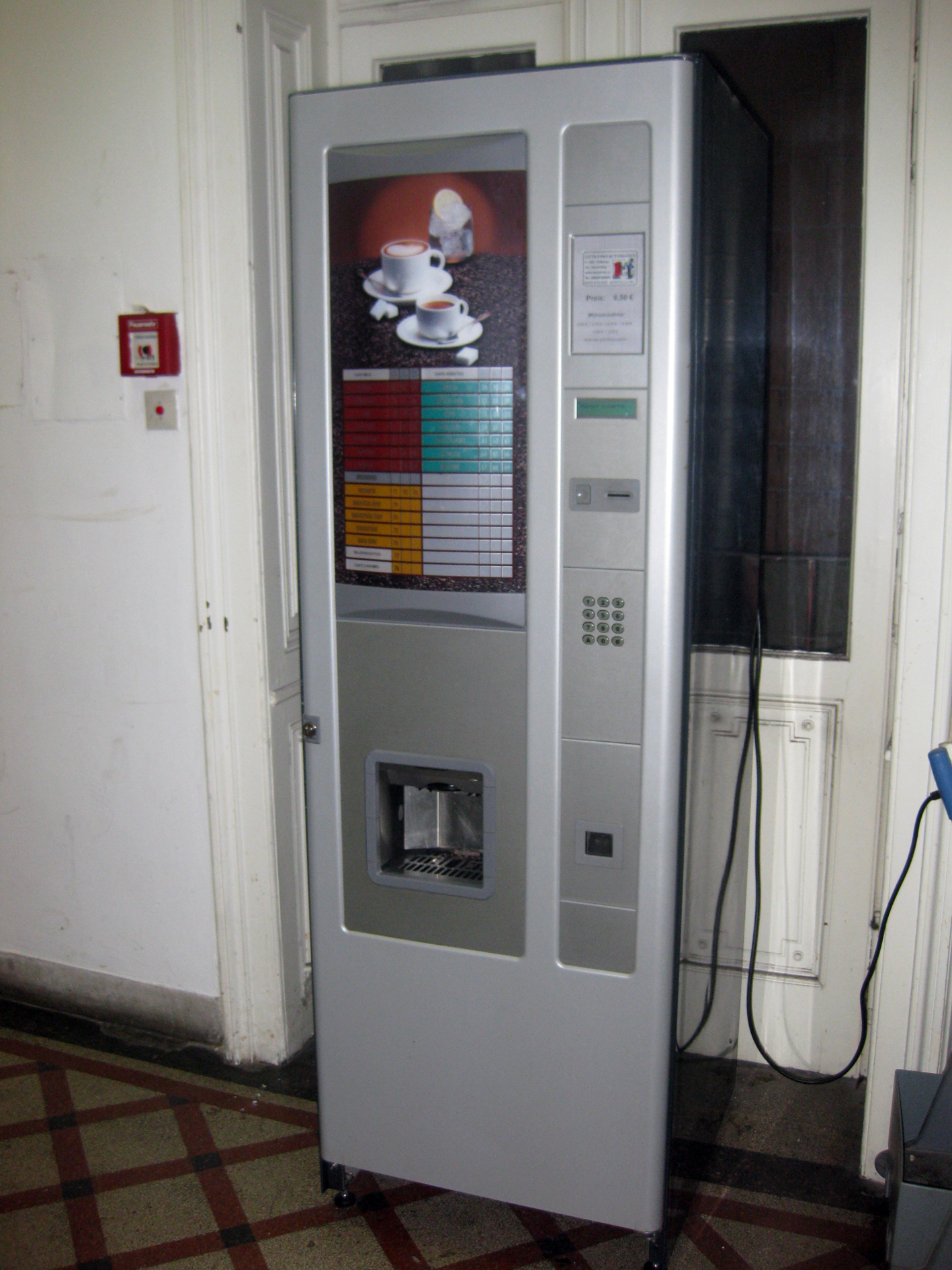
Kaffeevollautomat
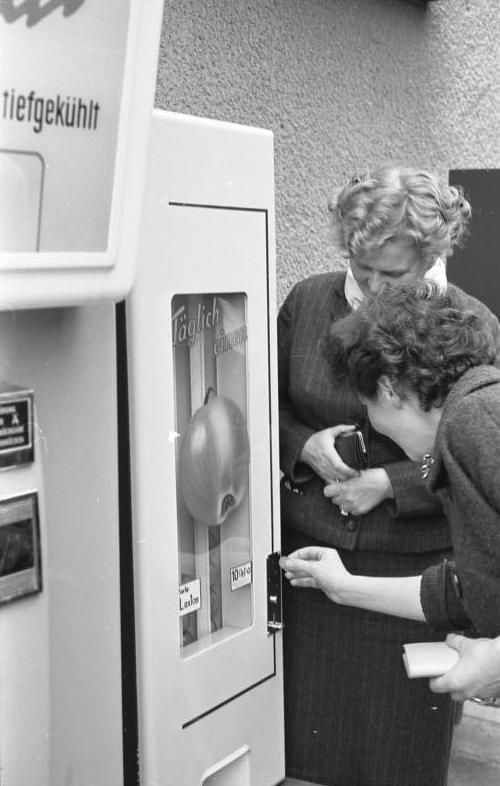
Obstverkauf per Automat (1961)
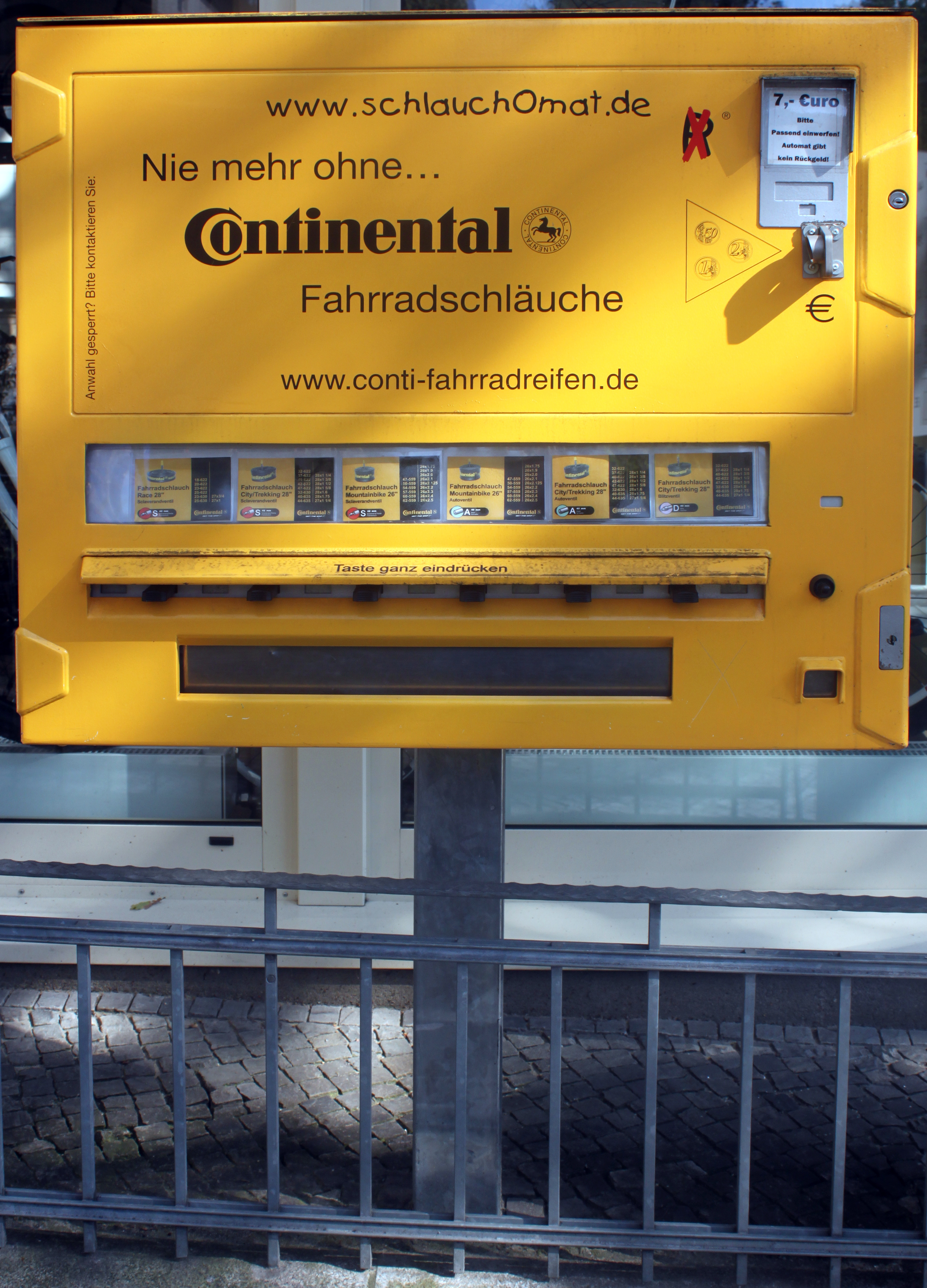
Fahrradschlauchautomat, auch Schlauchomat genannt
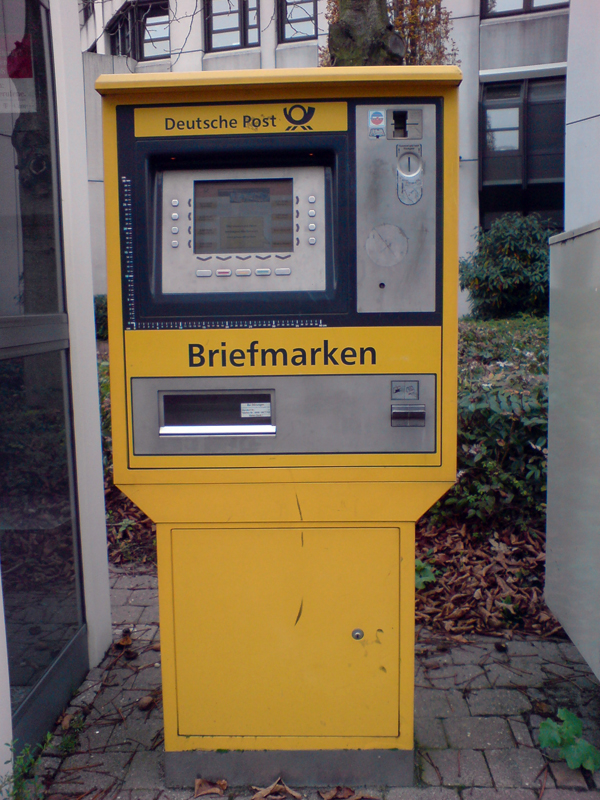
Briefmarkenautomat der Deutschen Post AG
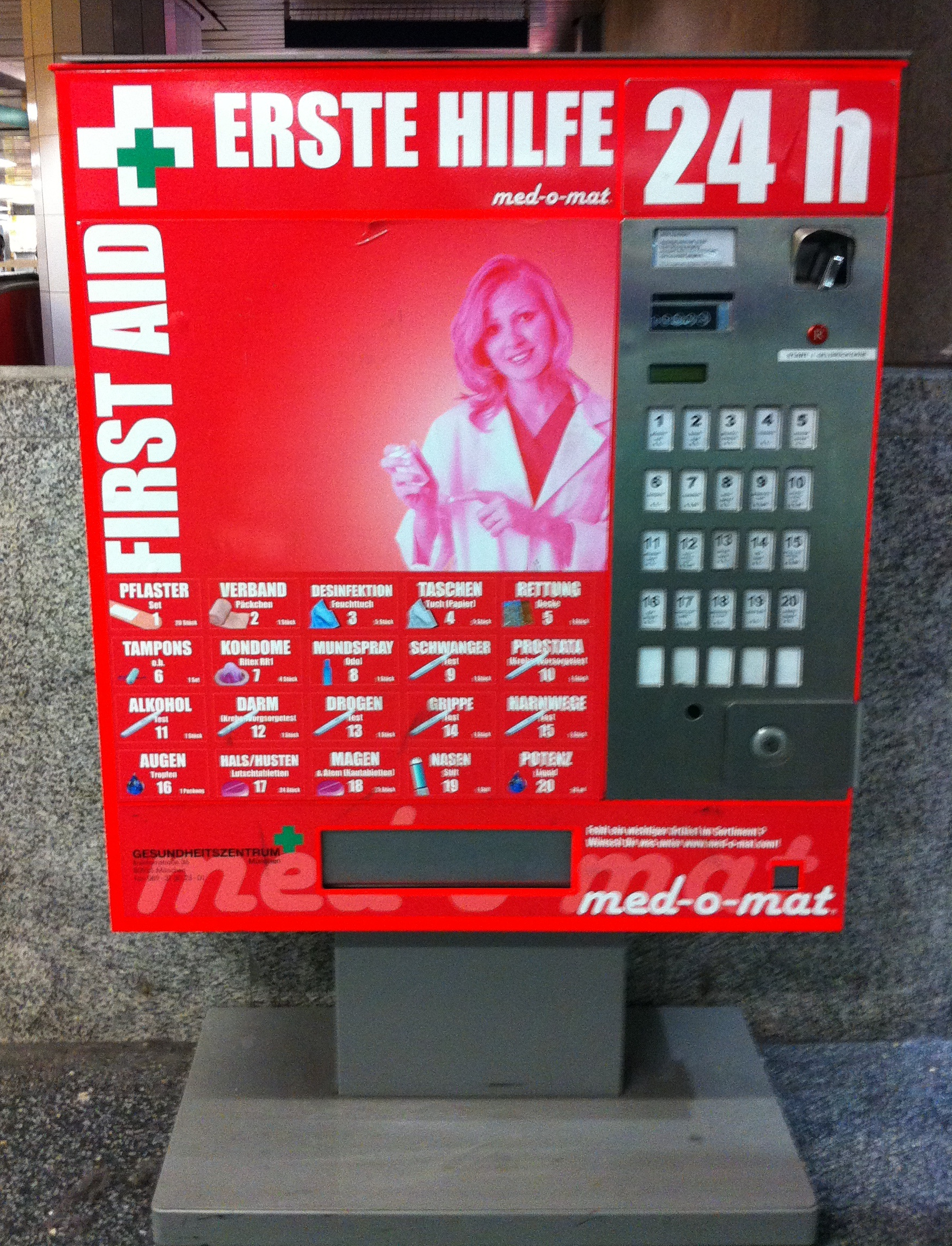
Erste-Hilfe-Automat
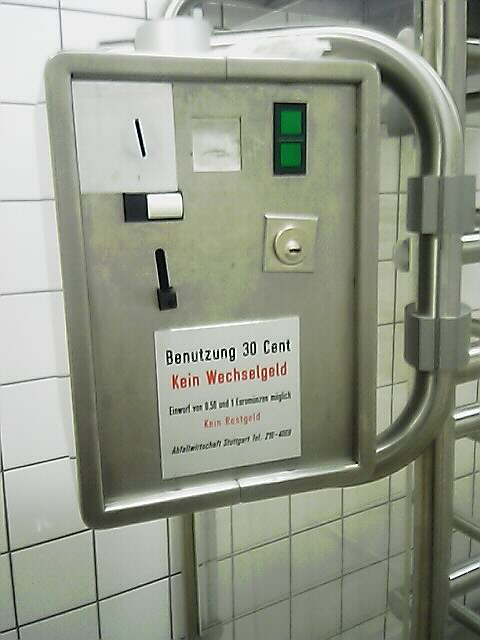
Zugangsautomat an der Herrentoilette
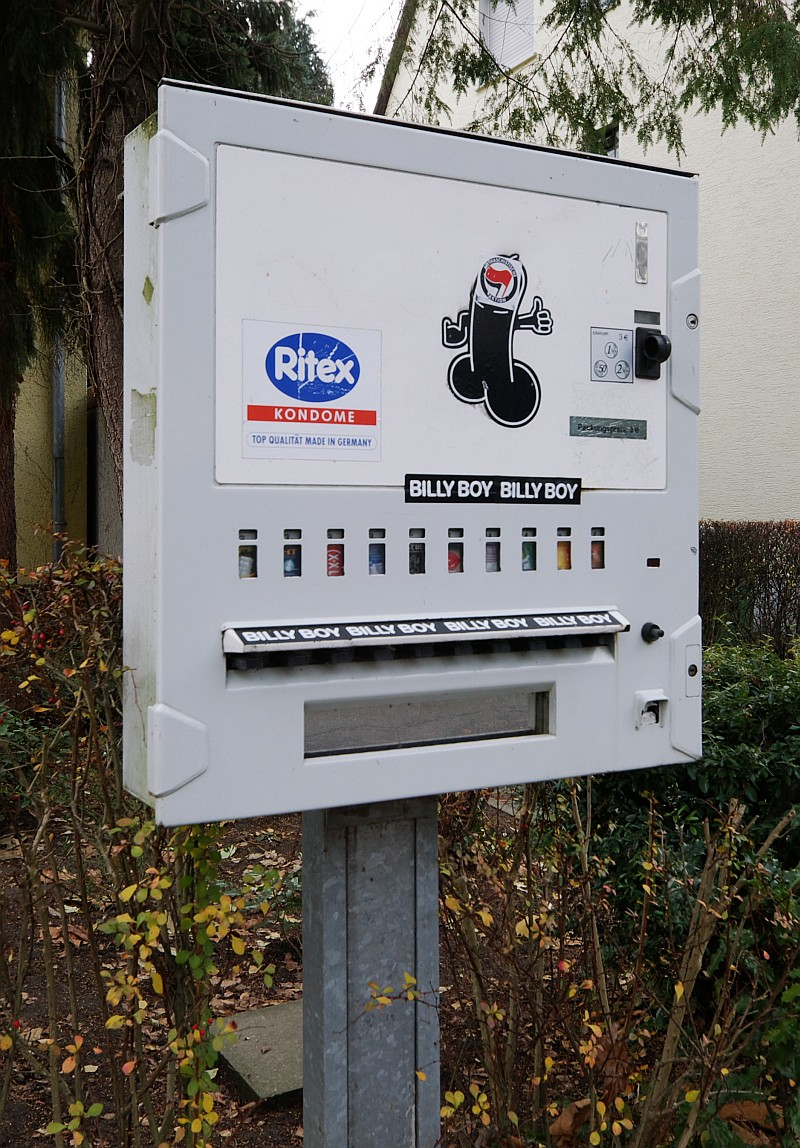
Kondomautomat
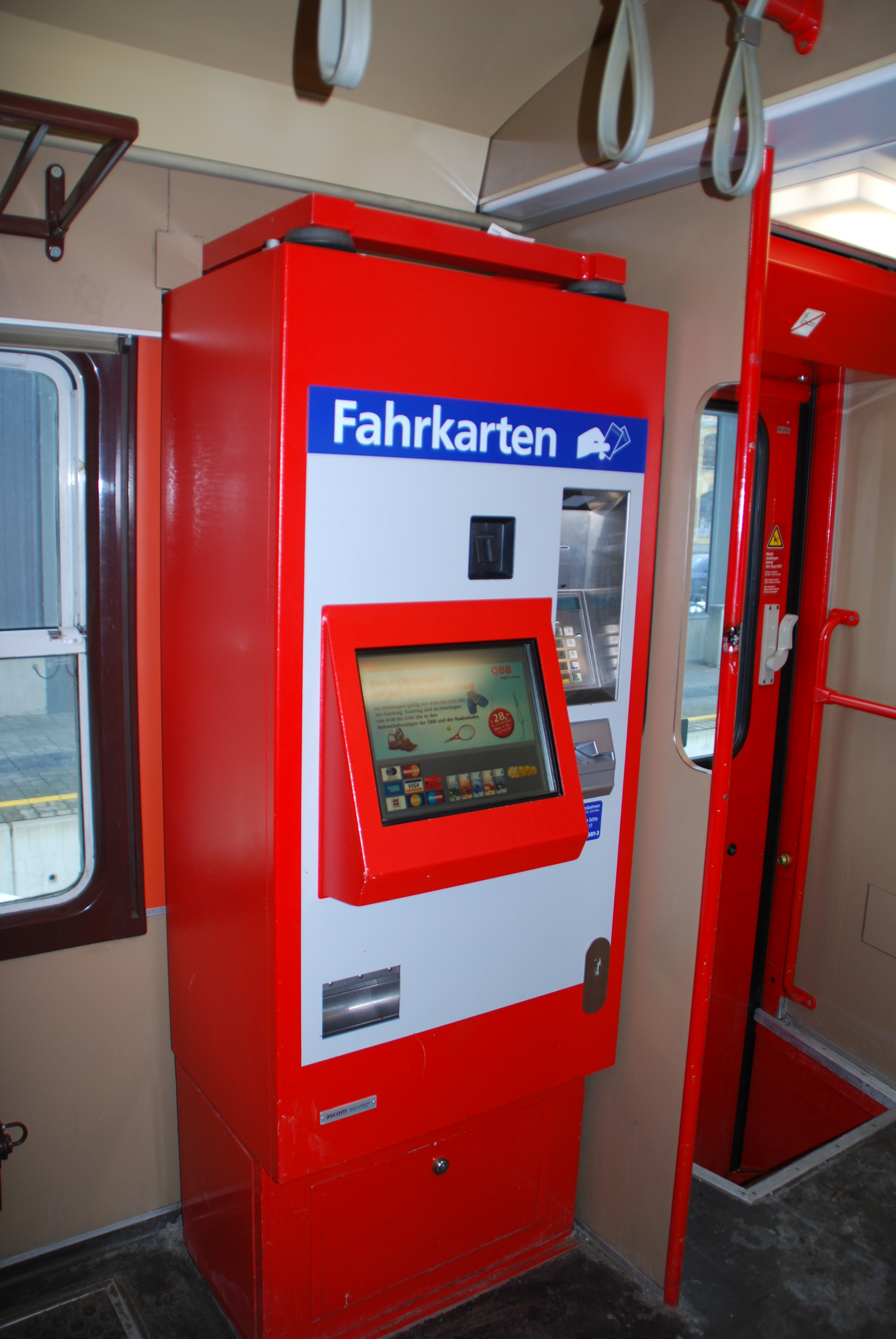
Fahrkartenautomat der ÖBB
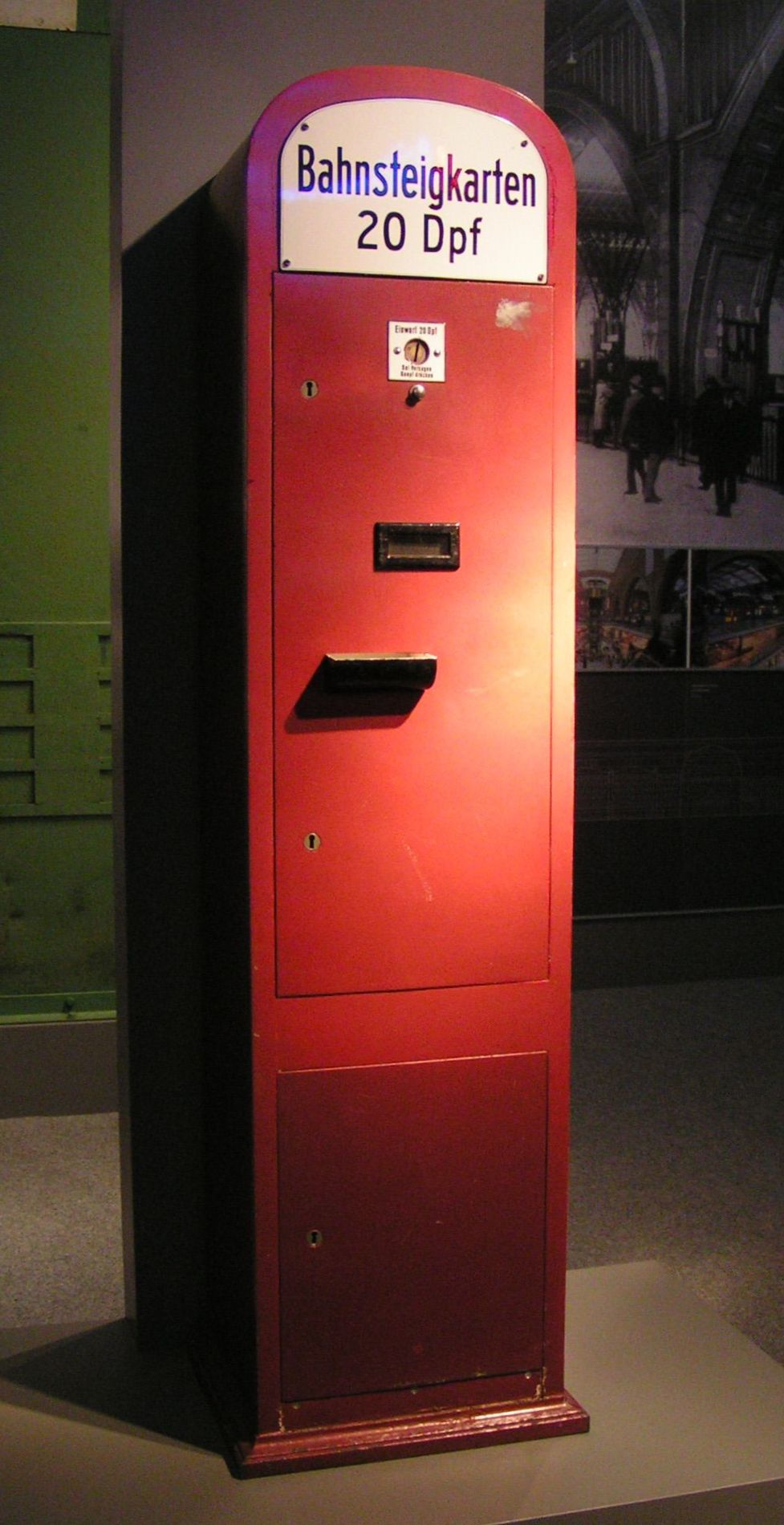
Historischer deutscher Automat für Bahnsteigkarten
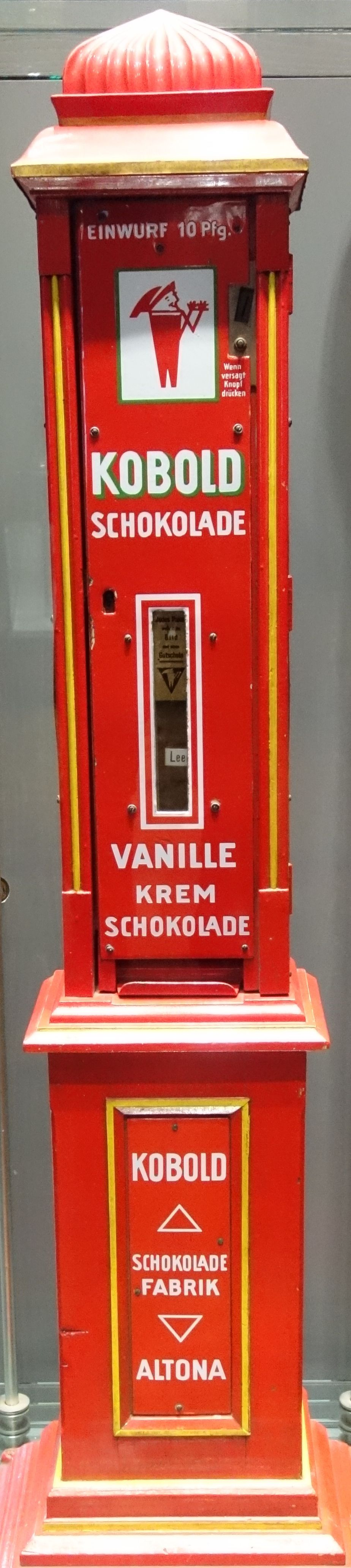
Historischer deutscher Automat für Schokolade
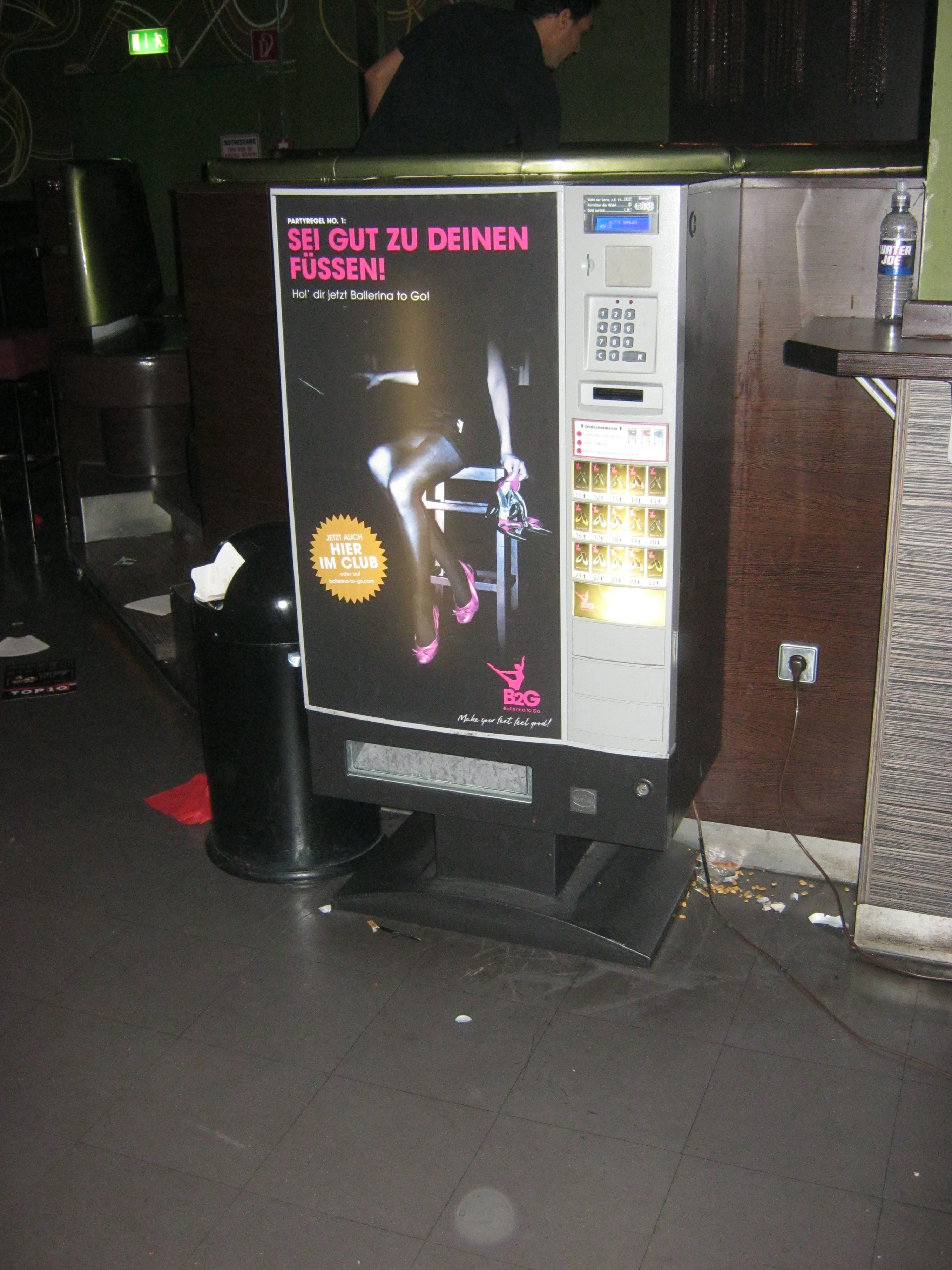
Automat für Ballerinaschuhe
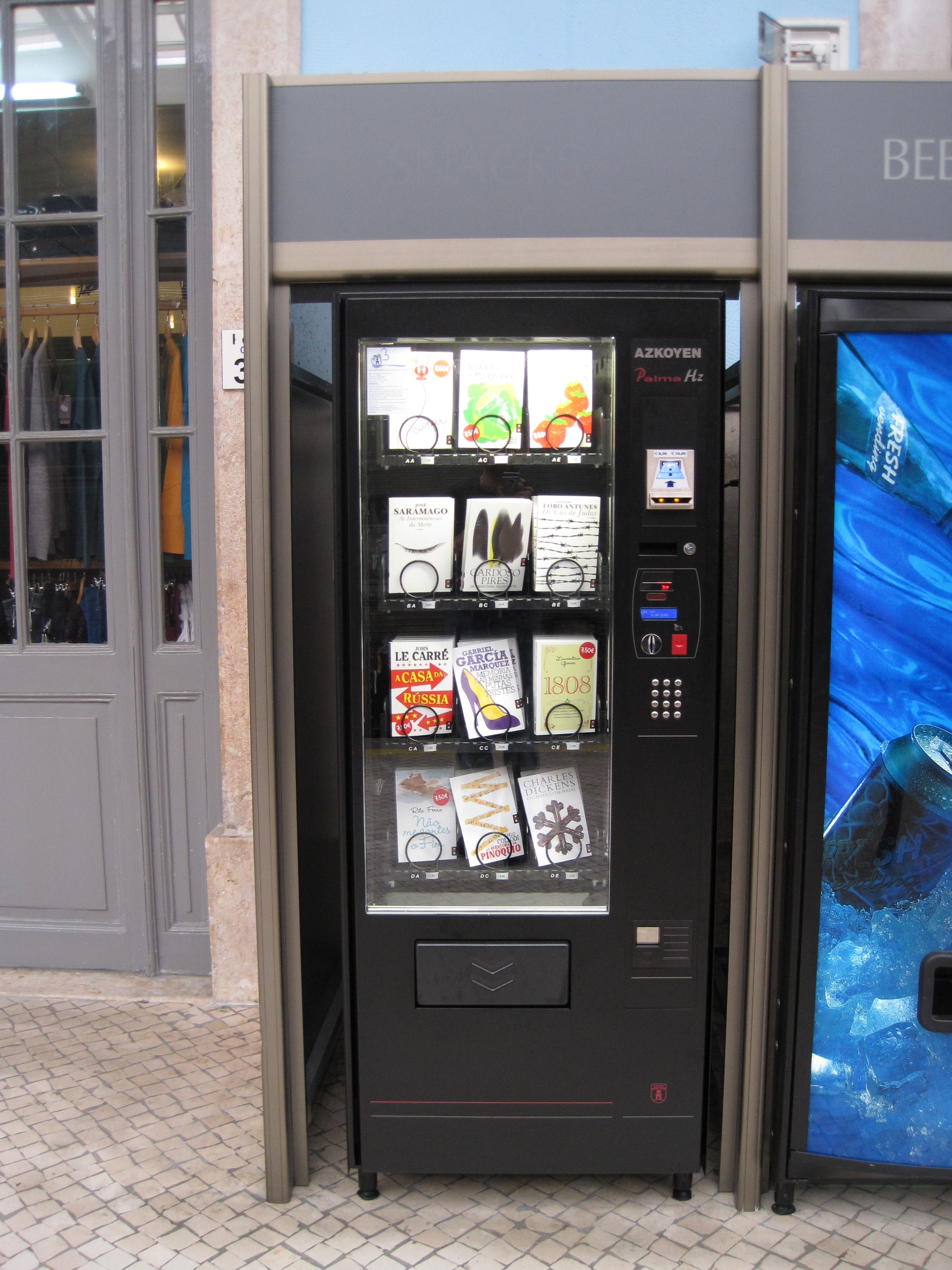
Buchautomat im Lissabonner Bahnhof Santa Apolónia
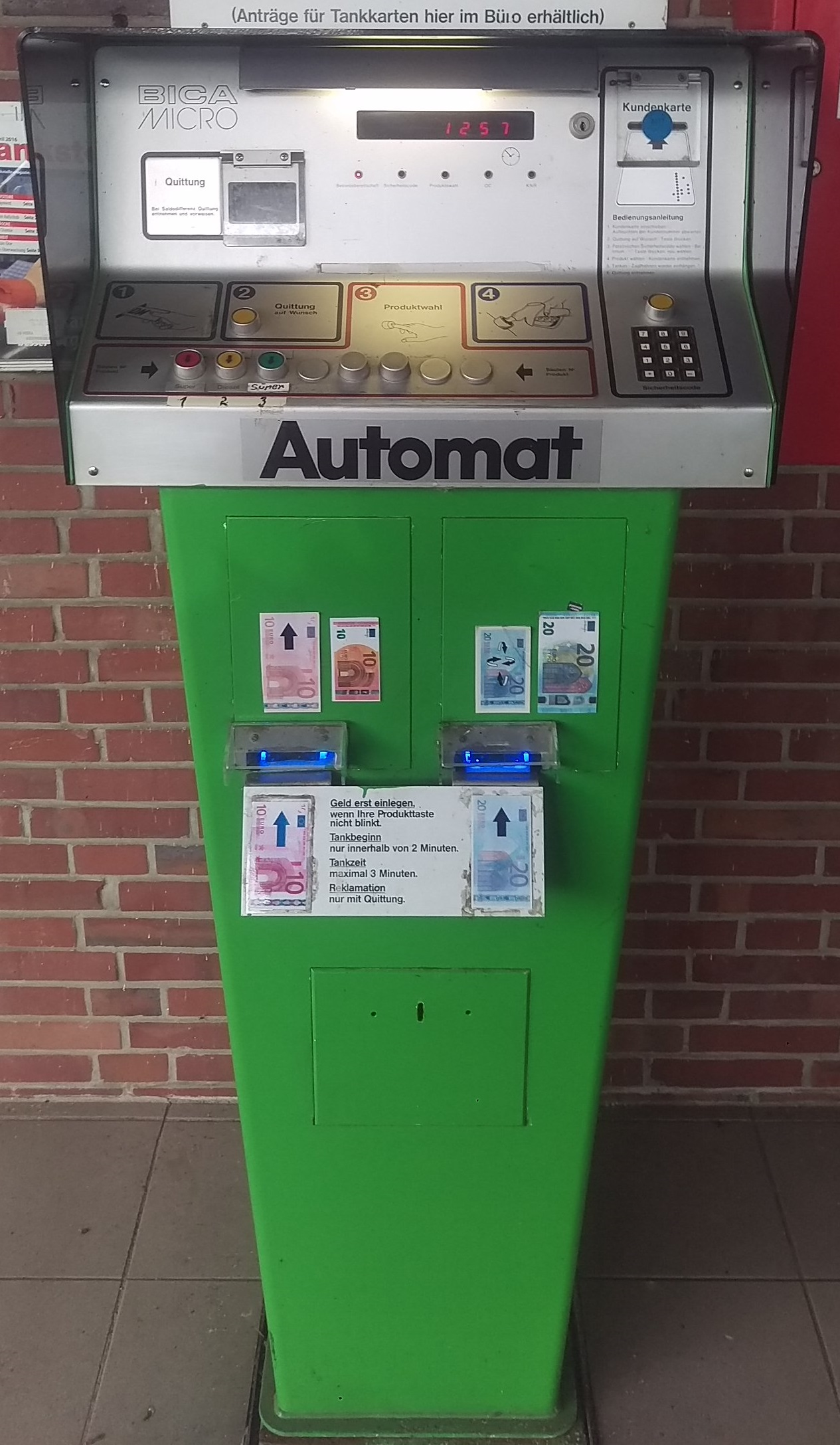
Ein Tankautomat älterer Bauart an einer deutschen Tankstelle
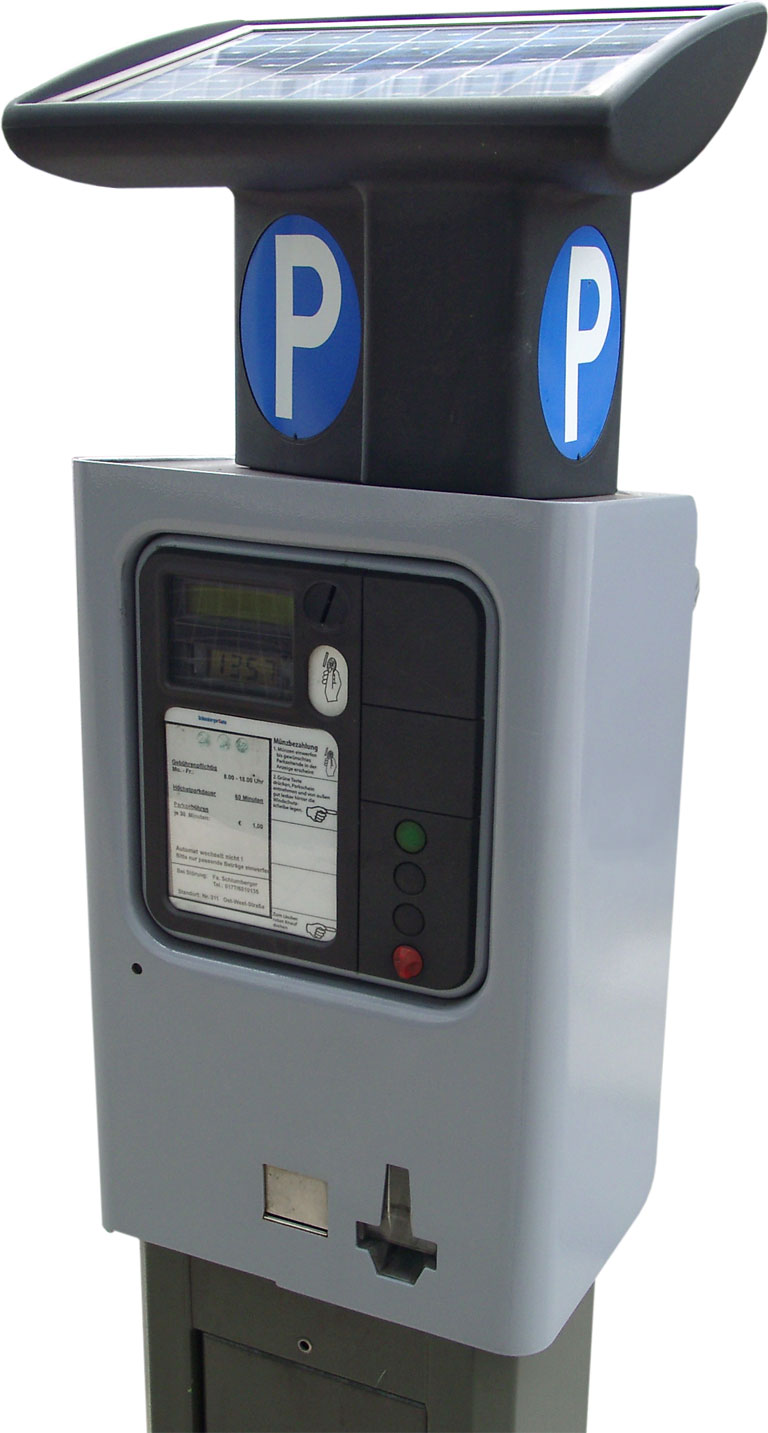
Parkscheinautomat
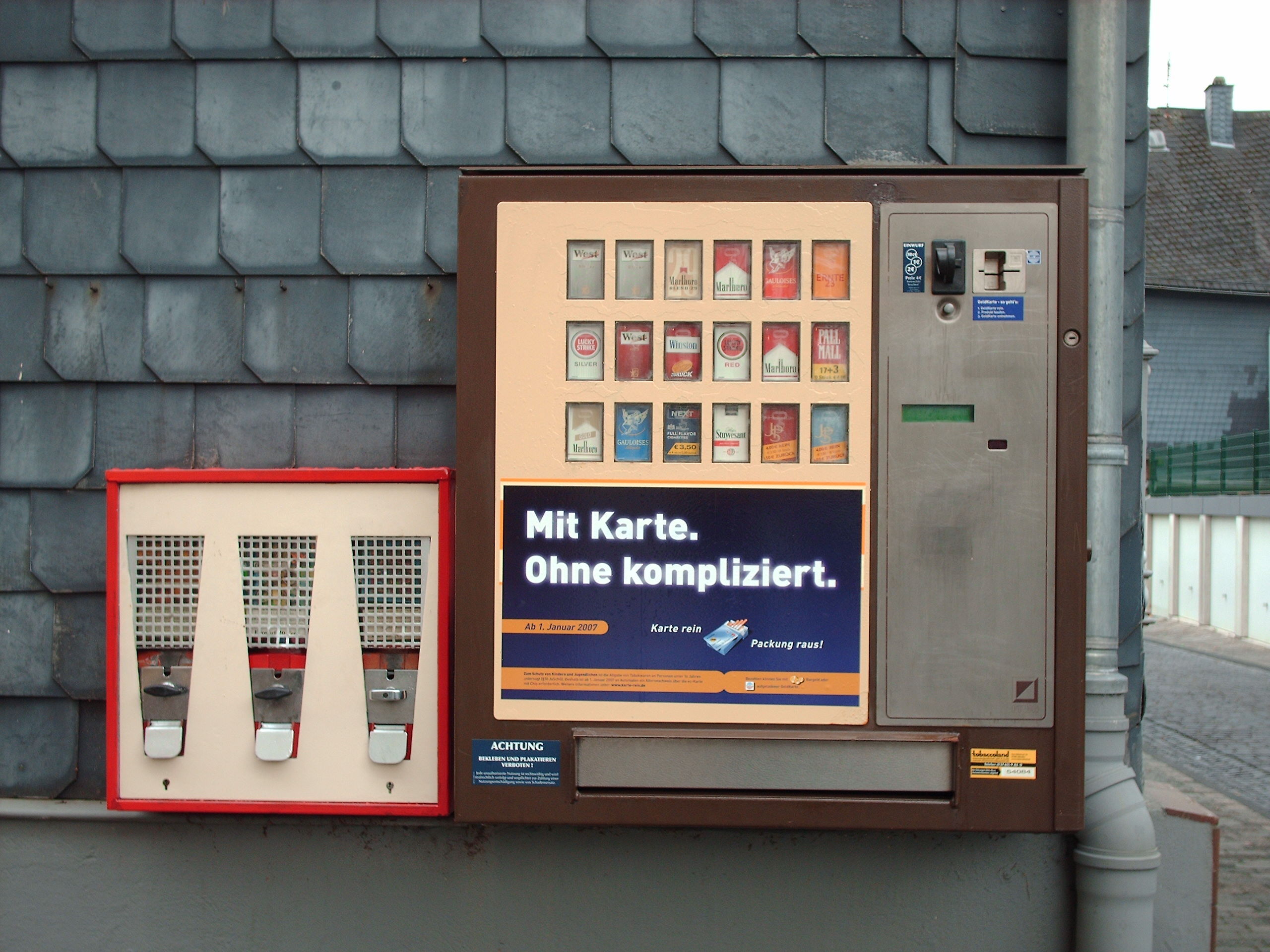
Kaugummi- und Zigarettenautomat
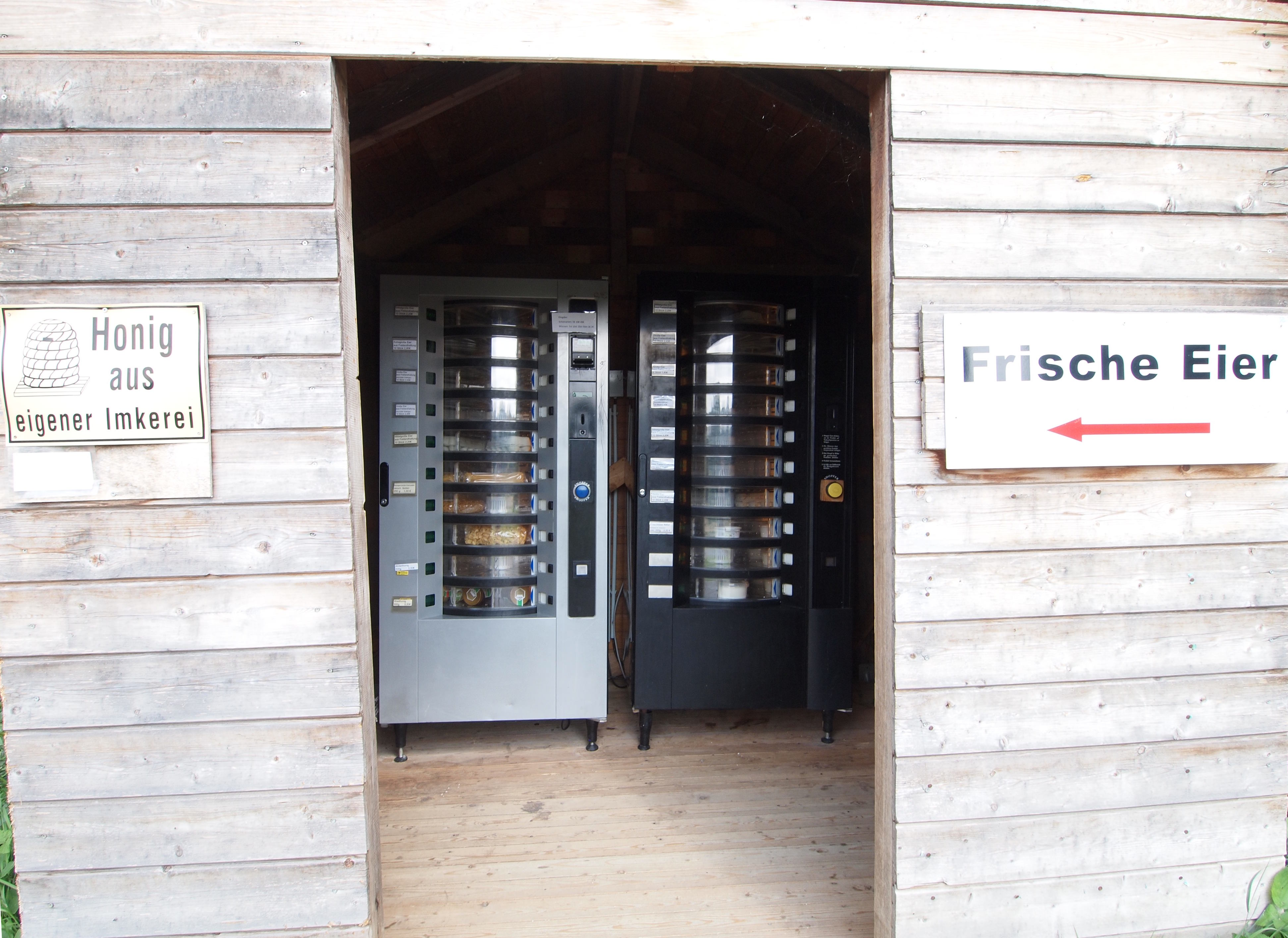
Frische Eier und andere Produkte eines Hofladens
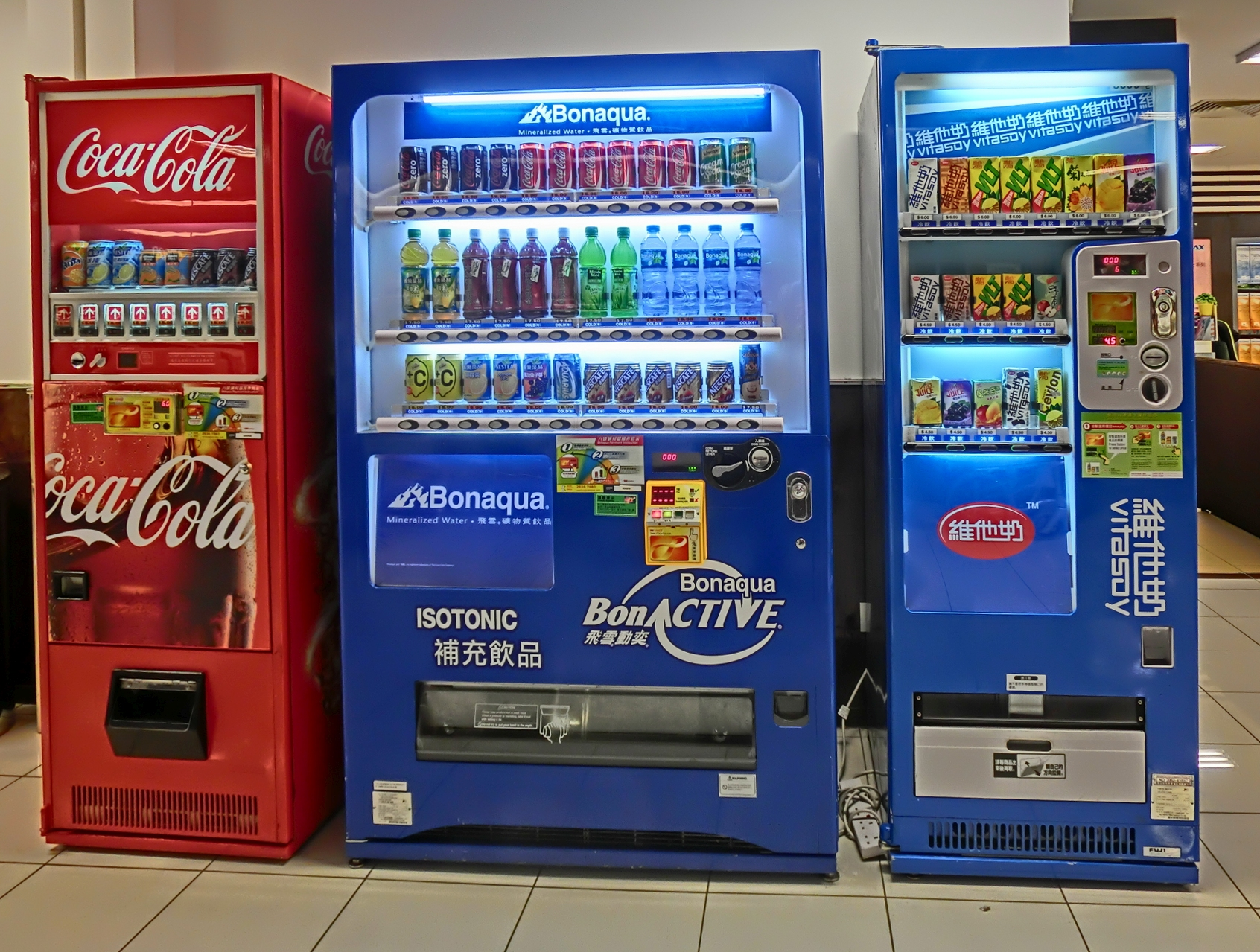
Getränkeautomaten
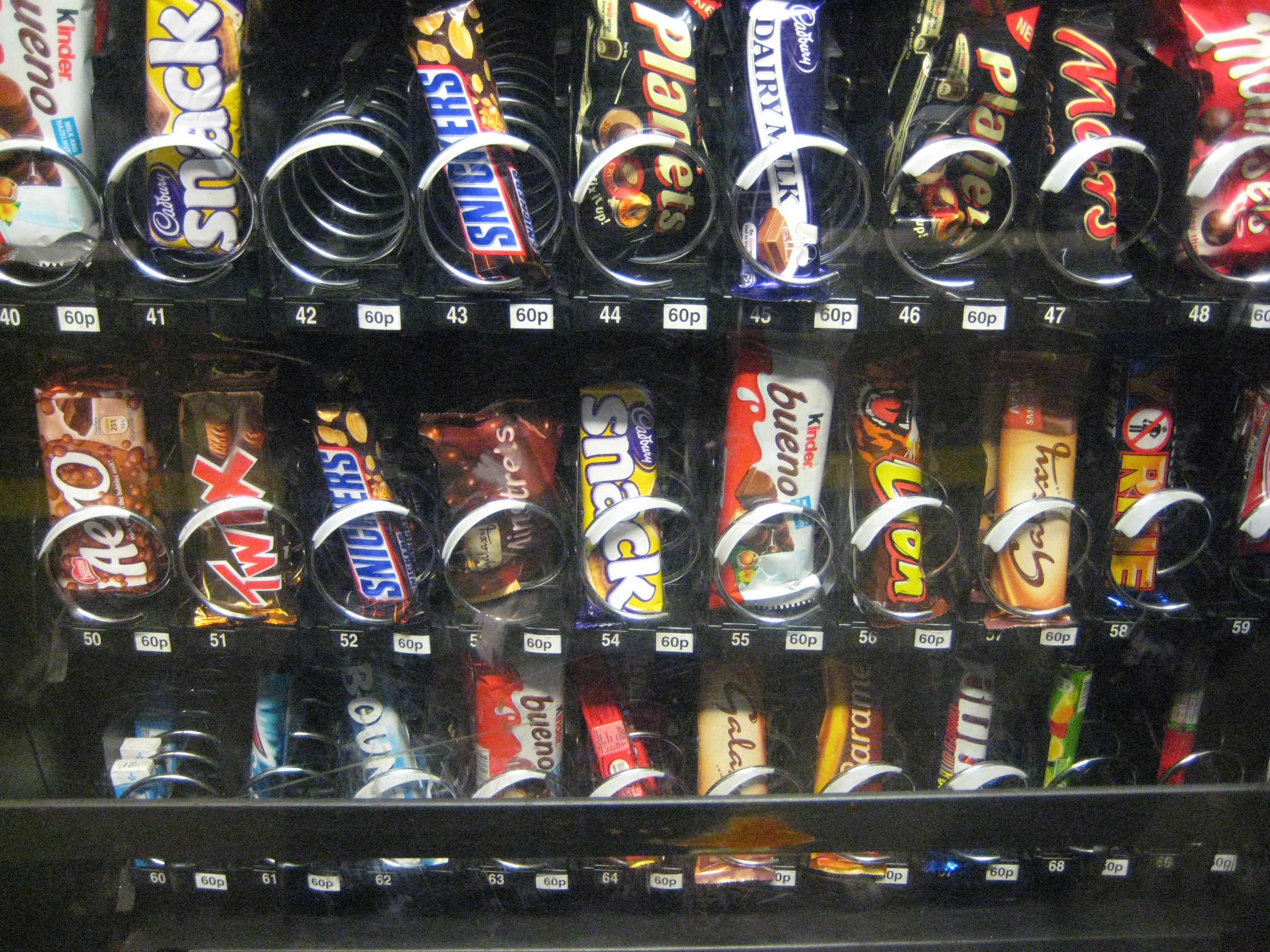
Automat mit Süßwaren und Schokoriegel
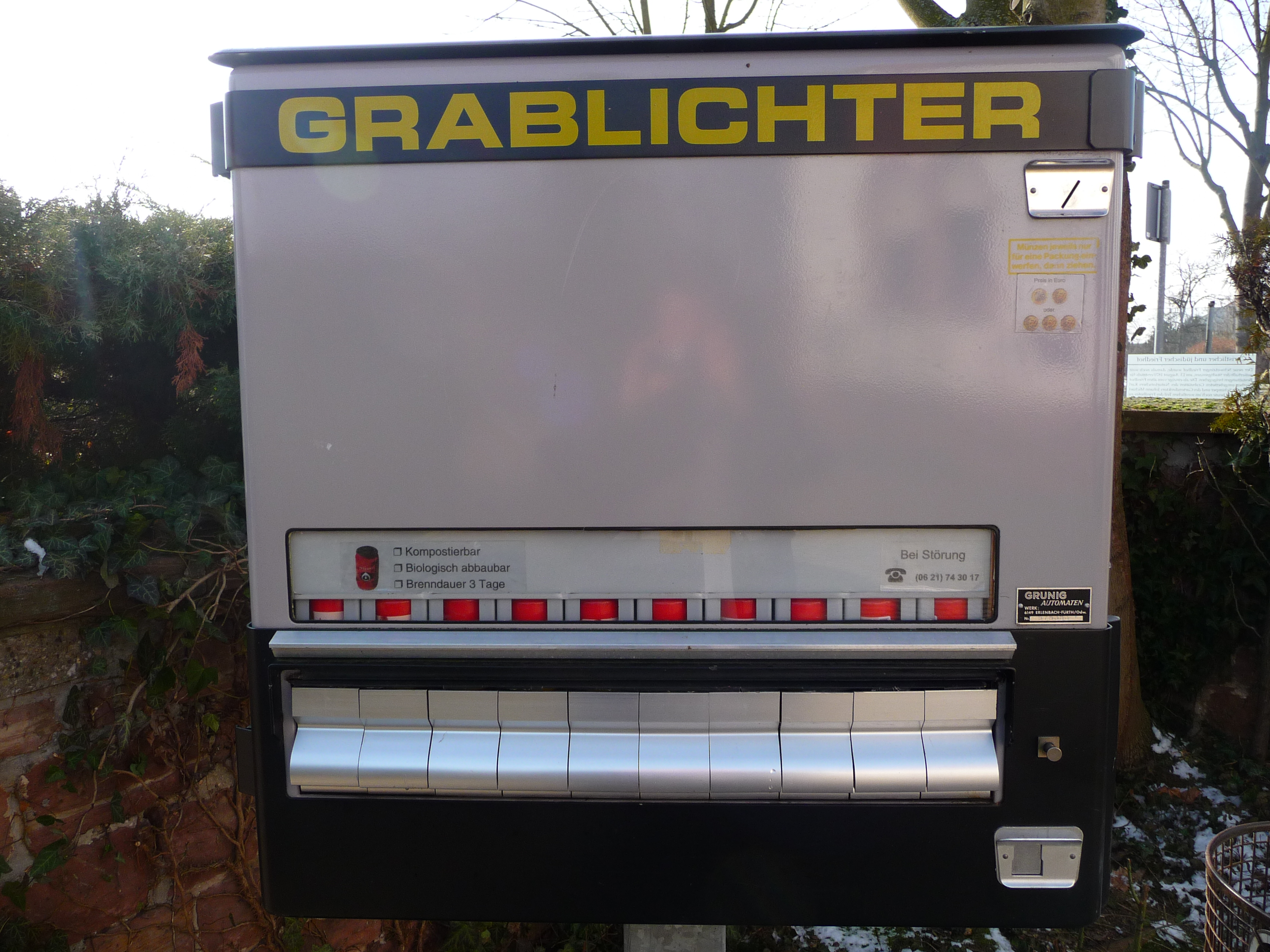
Verkaufsautomat für Grablichter
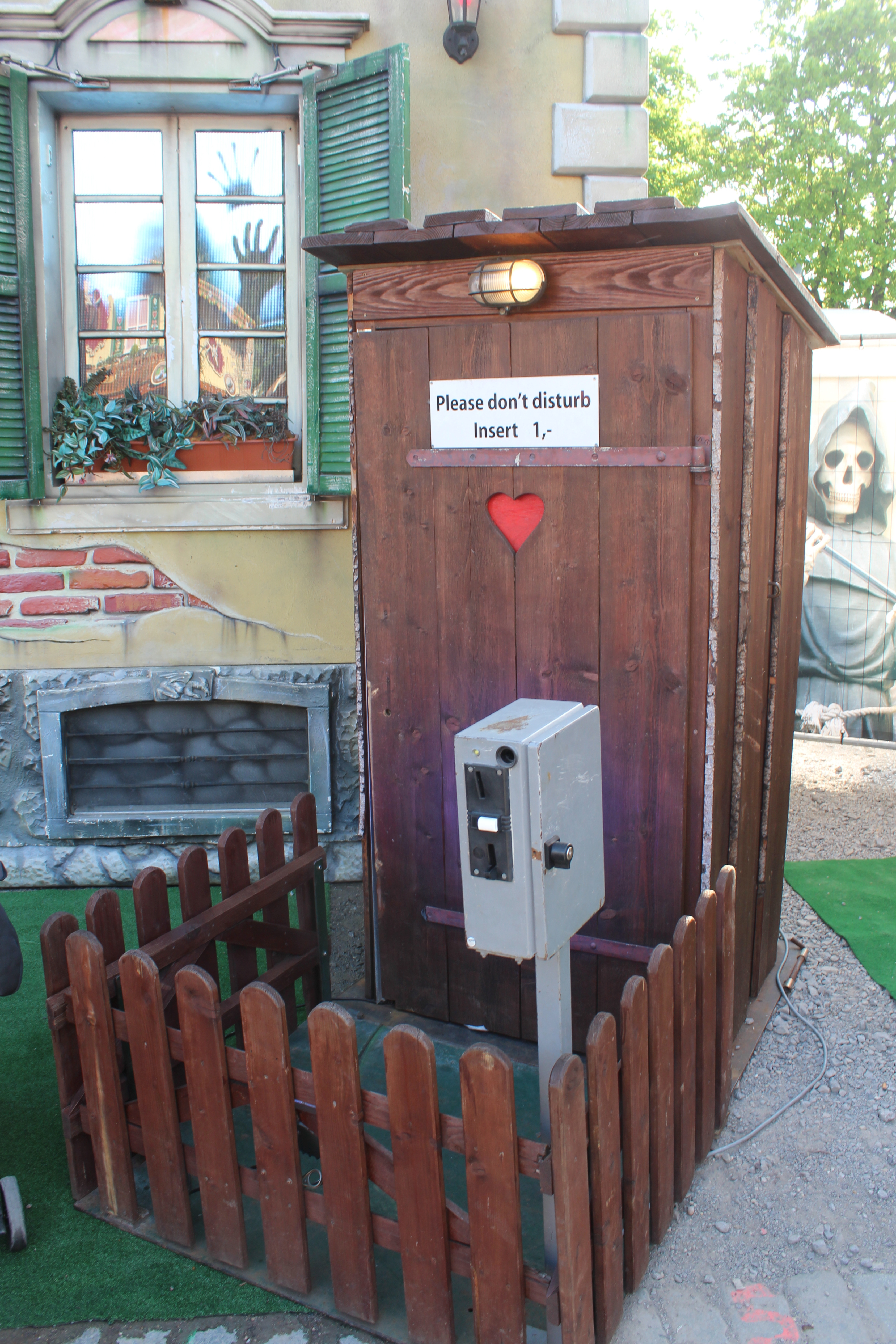
Verkaufsautomat zur Unterhaltung
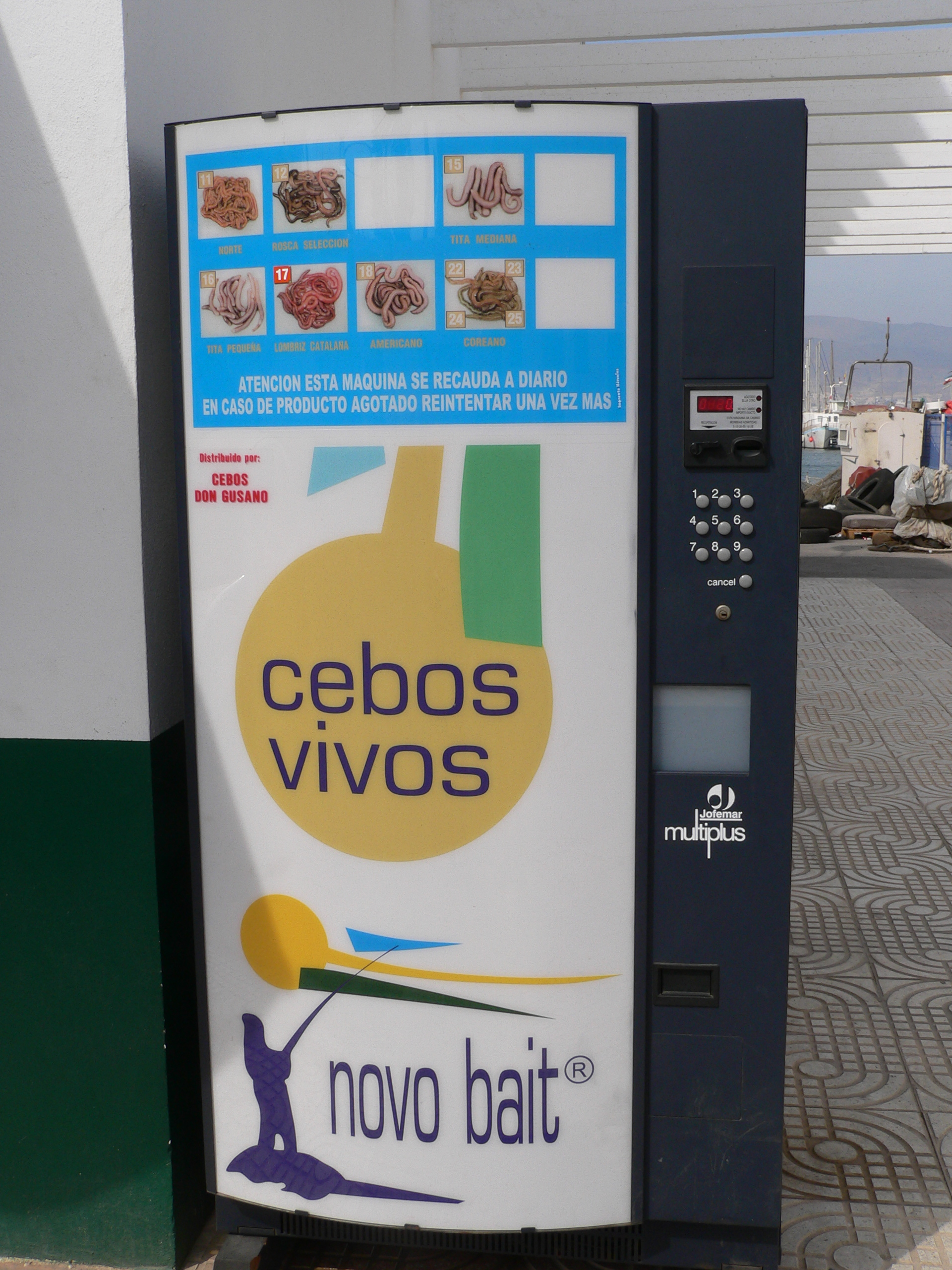
Wurmautomat für Fischköder
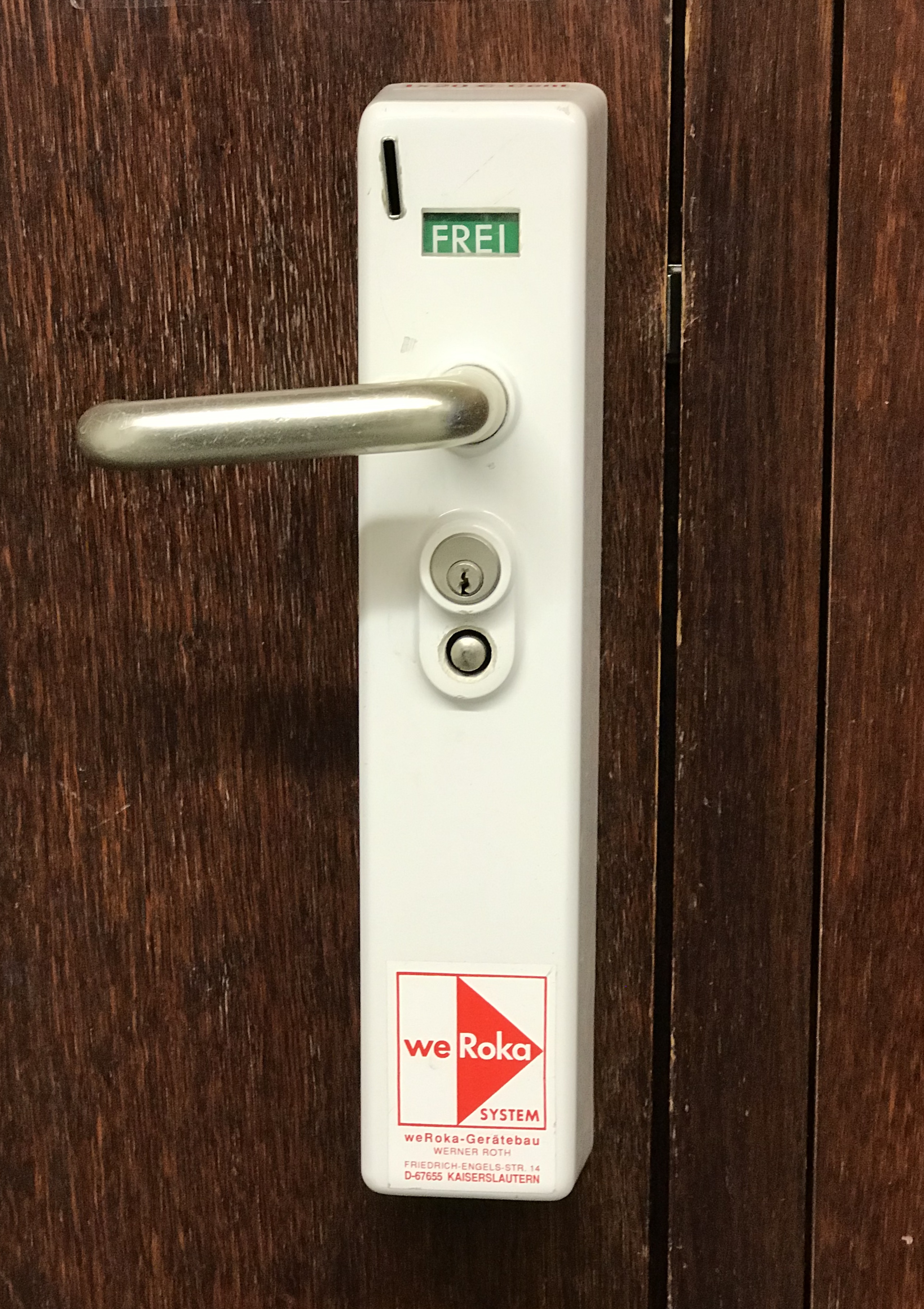
Toilettenzugangsautomat
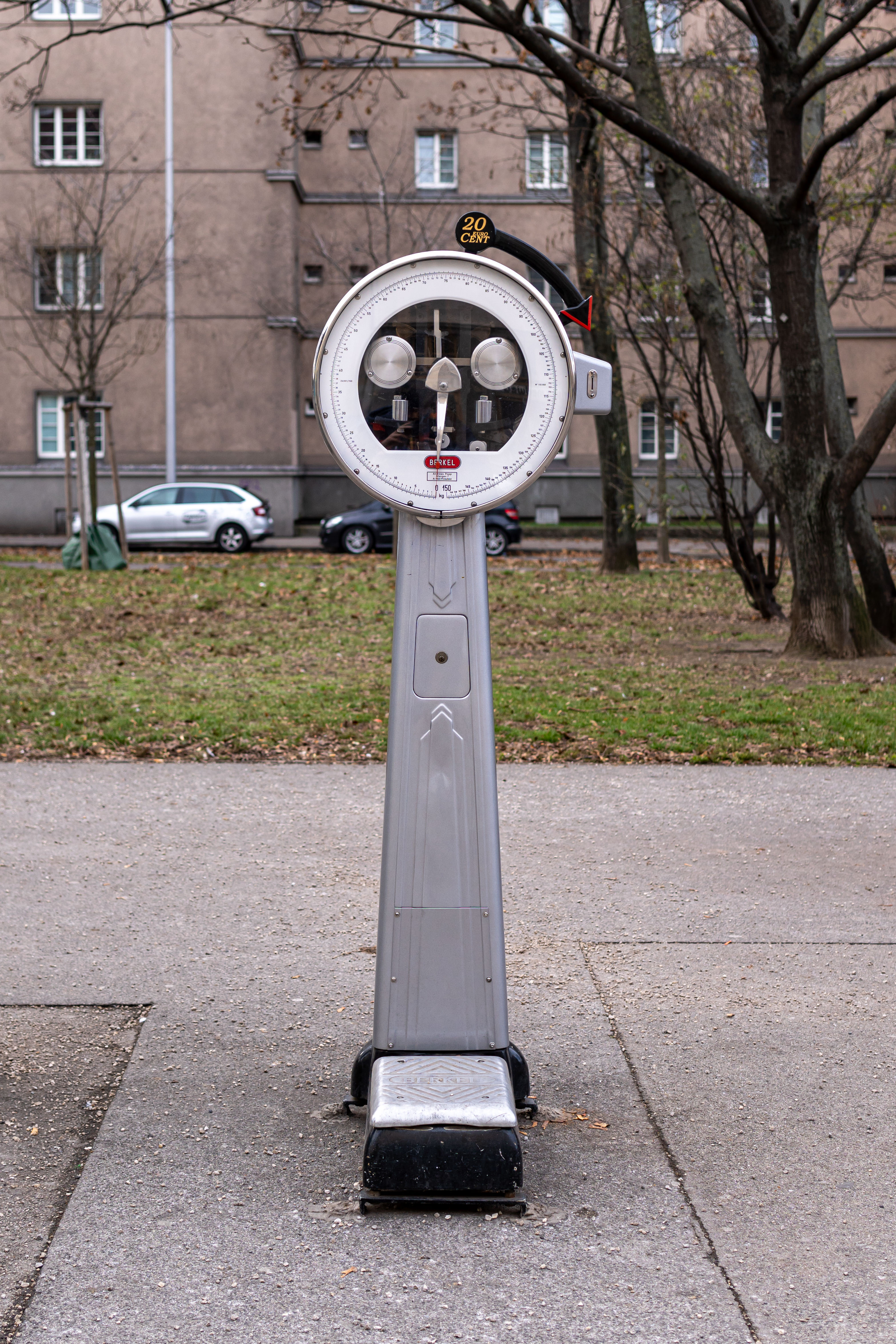
Öffentliche Waage am Wiener Gürtel
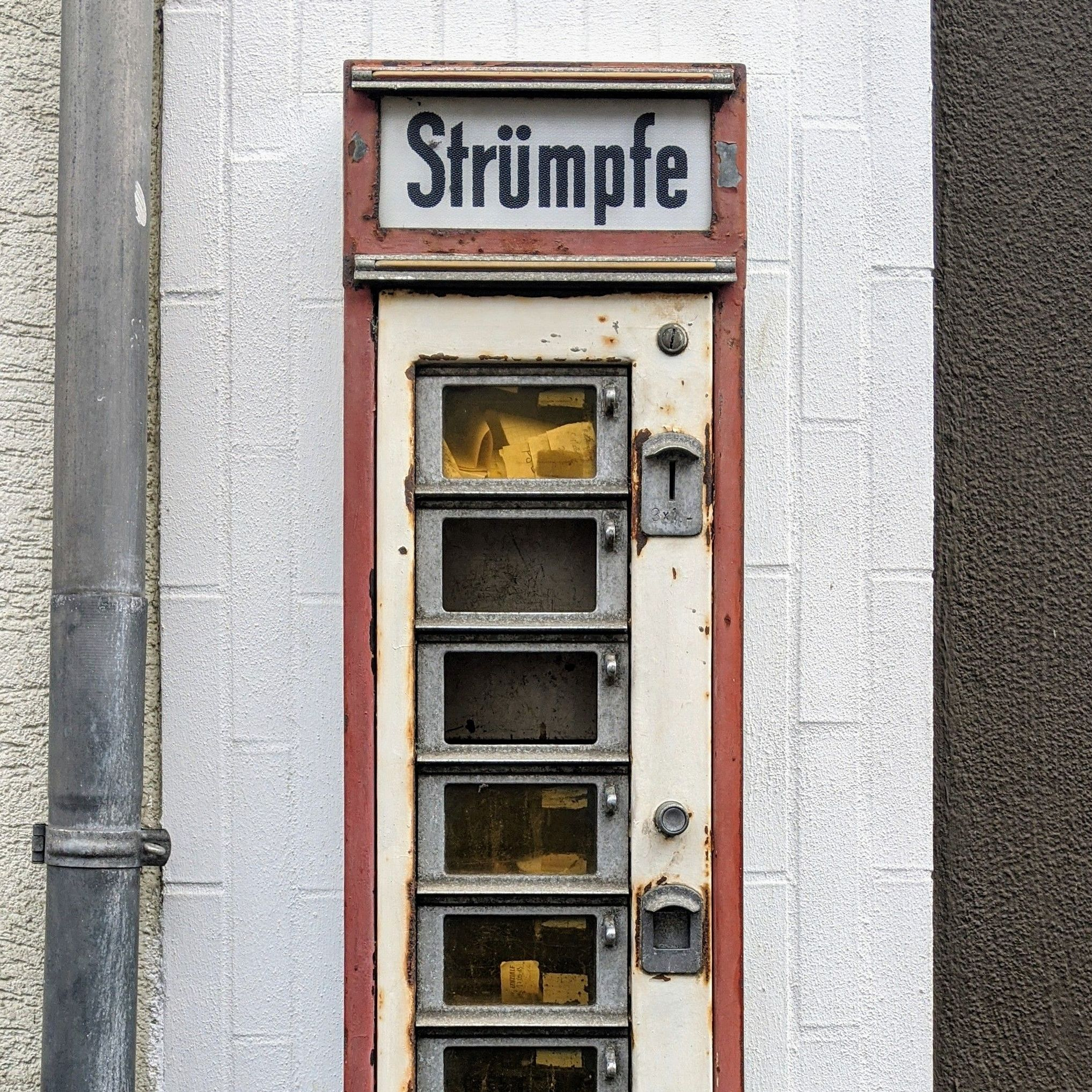
Aufgegebener Verkaufsautomat für (Nylon-)Strümpfe

## Wirtschaftliche Aspekte
Die Aufstellung von Automaten ist in Deutschland nach § 14 Abs. 3 GewO ein anzeigepflichtiges stehendes Gewerbe. Da die Warenpräsentation, Warenübergabe und Bezahlung des Kaufpreises unmittelbar gegenüber dem Käufer stattfindet, gehören Verkaufsautomaten zum Direktvertrieb. Durch Verkaufsautomaten erhält der Einzelhandel die Möglichkeit, nach Ladenschluss zusätzliche Umsatzerlöse mit fachüblichen Waren zu generieren. Ihre Aufstellung ist wirtschaftlich, wenn die Handelsspanne über die Kostendeckung hinaus gewinnbringend ist. Bei der Kostendeckung ist die automatentypische Kostenstruktur zu beachten (Abschreibungen anstelle von Personalkosten, Instandhaltung und Reparaturen und etwaige Automatenmiete). Gehören die Automaten dem Einzelhändler, müssen ihre Anschaffungskosten in der Handelsspanne berücksichtigt und in einer Pay-back-Periode während der Nutzungsdauer amortisiert werden.